# 多尔瓦勒
多尔瓦勒（法語：Dorval，發音：[dɔʁval] ⓘ）位于加拿大魁北克省西南部蒙特利尔岛，其在公元1667年建立，是蒙特利尔岛上最古老的城市。该市2014年人口为18,849人。该市为蒙特利尔岛上面积最大的城市，但其人口密度是蒙特利尔岛上城市中最低的。皮埃尔·埃利奥特·特鲁多国际机场约占城市土地总数的60％，迫使多尔瓦勒的人口集中在城市的南部。